# Sennevoy-le-Bas
Sennevoy-le-Bas é uma comuna francesa na região administrativa de Borgonha-Franco-Condado, no departamento de Yonne. Estende-se por uma área de 8,38 km². Em 2010 a comuna tinha 84 habitantes (densidade: 10 hab./km²).